# 静岡社会健康医学大学院大学
静岡社会健康医学大学院大学（しずおかしゃかいけんこういがくだいがくいんだいがく、英語: Shizuoka Graduate University of Public Health）は、静岡県静岡市葵区北安東4丁目27番2号に本部を置く日本の公立大学。2021年創立、2021年大学設置。大学の略称は静岡社会健康医学大学院大、SPH。

## 概観

### 大学全体
静岡社会健康医学大学院大学は、2021年（令和3年）4月に新設された大学院大学である。公立大学法人静岡社会健康医学大学院大学により設置された公立大学であり、キャンパスは静岡県立総合病院に隣接している。

### 建学の精神（校訓・理念・学是）
静岡社会健康医学大学院大学では基本理念を制定しており、俯瞰的な視点と健康寿命の延伸に資する教育研究を通じて、国際社会に貢献する「知と人材の拠点」を目指すとしている。そのうえで、基本方針として「最先端の研究」「高度専門人材の育成」「成果の社会還元」の3つを掲げている。

### 教育および研究
公衆衛生専門職教育の国際的な水準を満たすべく、疫学、医療統計学、環境健康科学、行動医科学・ヘルスコミュニケーション学、健康管理・政策学の5つをはじめとするさまざまな領域について学ぶ。社会健康医学研究科の社会健康医学専攻にて修士課程を修了すると、修士（社会健康医学）の学位が授与される。

## 沿革

### 年表
- 2021年 - 設立（社会健康医学研究科社会健康医学専攻修士課程）

| 静岡社会健康医学大学院大学学長 | 静岡社会健康医学大学院大学学長 | 静岡社会健康医学大学院大学学長 | 静岡社会健康医学大学院大学学長 | 静岡社会健康医学大学院大学学長 | 静岡社会健康医学大学院大学学長 |
| 代                             | 氏名                           | 氏名                           | 就任日                         | 退任日                         | 主要な経歴                     |
| ------------------------------ | ------------------------------ | ------------------------------ | ------------------------------ | ------------------------------ | ------------------------------ |
| 1                              |                                | 宮地良樹                       | 2021年4月1日                   | （現職）                       | 滋賀県立総合病院総長           |

## 基礎データ

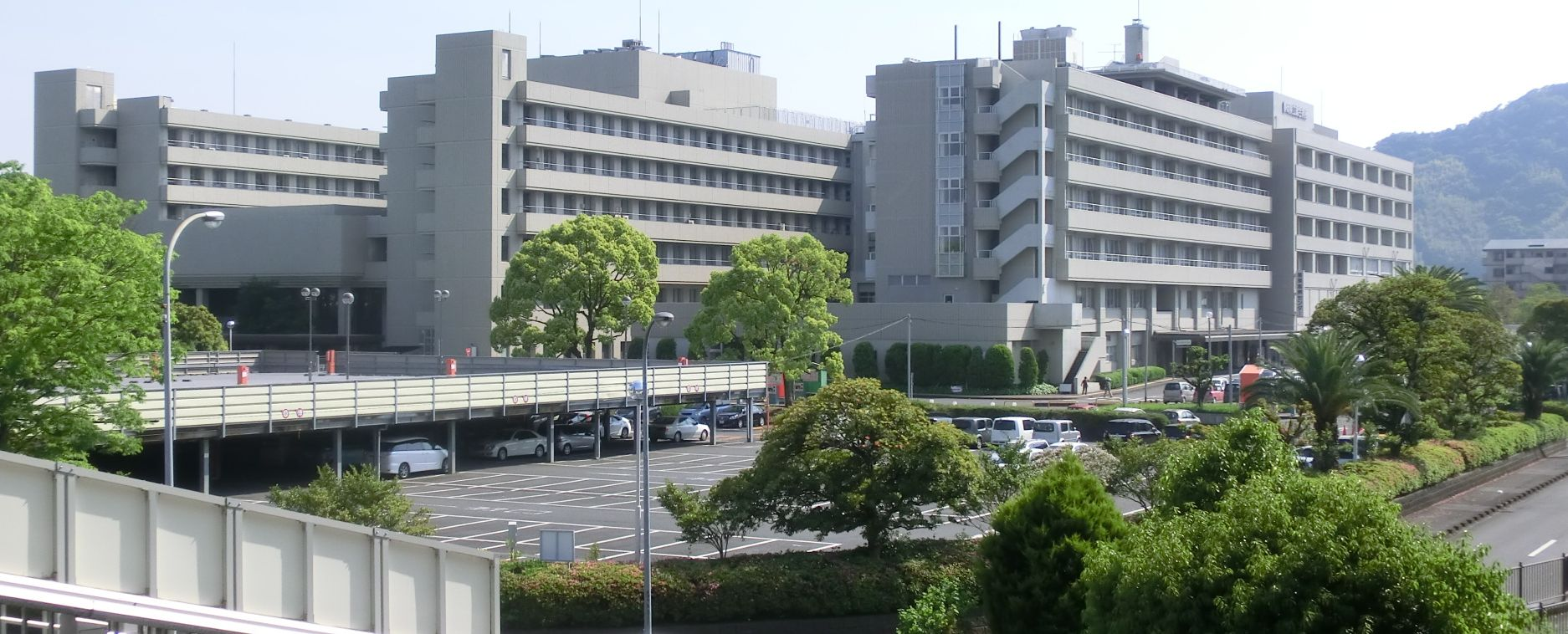
キャンパスに隣接する静岡県立総合病院

### 所在地
- 本部（静岡県静岡市葵区北安東4丁目27番2号）[1]

## 教育および研究

### 組織

#### 大学院
- 社会健康医学研究科[6]
  - 社会健康医学専攻[7]（修士課程[8]）

#### 附属機関
- 社会健康医学研究センター[9]
- 附属図書館[10]

## 大学関係者と組織

### 大学関係者一覧
- 静岡社会健康医学大学院大学の人物一覧

## 公式サイト
- 静岡社会健康医学大学院大学（静岡SPH） - 公式ウェブサイト